# Maison de l'Ange
Ne doit pas être confondue avec la Maison à l'Ange à Strasbourg, la Maison de l'Ange à Châteaubriant ou la Maison de l'Ange à Montferrand
La « Maison de l'Ange » (Den Engel en néerlandais) est une maison de style baroque et néo-baroque située au numéro 23 de la Grand-Place de Bruxelles en Belgique, entre la « Maison de Joseph et Anne » et la « Maison de la Chaloupe d'Or ».
Au XIVe siècle, la « Maison de l'Ange » s'appelait « L'Olivier ».
L'aspect actuel de cette maison construite initialement en style baroque probablement par Guillaume de Bruyn en 1697 résulte d'une reconstruction opérée en 1896-1897 par l'architecte Adolphe Samyn qui a reconstruit ou restauré plusieurs maisons de la Grand-Place (l'Étoile, le Marchand d'Or, Joseph et Anne, l'Ange, le Cerf et le Roi d'Espagne).

## Historique
Les maisons qui occupent les no 20 à 28 de la Grand-Place, entre la rue de la Colline et la rue des Harengs, occupent l'emplacement d'un groupe d'habitations expropriées par la Ville à la fin du XIVe siècle : « L'angle formé primitivement par la rue de la Colline et la Grand-Place fut modifié pendant les dernières années du XIVe siècle » : la Ville acheta trois maisons situées dans la rue de la Colline (le Rhin, la Gerbe et le Violon), la maison qui faisait le coin (l'Arbre) et sept maisons situées sur la Grand-Place (l'Olivier dit aussi l'Ange, la Chaloupe, la Taupe, le Pigeon, le Merle, le Saumon et le Carillon appelé également la Fontaine). « La place alors fut considérablement agrandie de ce côté : les maisons le Merle et le Saumon disparurent et les autres furent toutes reculées ».
« Au commencement du XVIe siècle, l'abbaye de Forest, propriétaire de l'Ange, et les tailleurs, qui avaient acheté la Chaloupe et la Taupe, se proposèrent de faire rebâtir ces maisons ». « Un octroi du 12 avril 1526, 1527 nouveau style, permit, au nom du souverain, de donner à ces maisons un façade en pierres ».
Les trois maisons l'Ange, la Chaloupe et la Taupe sont donc reconstruites en 1527 avec une façade en style gothique tardif : une gravure de 1594 montre que l'Ange possède alors « deux façades en pierre sous pignon hérissé de pinacles, éclairées aux étages par des baies jumelées à lancettes qu'encadrent des colonnes et que surmonte une balustrade ». 
L'Ange reste à l'abbaye de Forest jusqu'en 1591, année où Georges De Roovere l'achète contre une rente annuelle,.
Après la destruction des maisons de la Grand-Place lors du bombardement de la ville par les troupes françaises de Louis XIV commandées par le maréchal de Villeroy en août 1695, la maison est réédifiée en style baroque tardif, probablement selon un projet de Guillaume de Bruyn,  en 1697 comme l'atteste la date qui orne les allèges des fenêtres du quatrième étage,.
La façade est ensuite altérée et perd son pignon, comme le montrent les vues du XIXe siècle qui ne sont plus conformes à la gravure réalisée en 1749 par Ferdinand-Joseph De Rons.
L'aspect actuel de la maison résulte d'une reconstruction opérée en 1896-1897 par l'architecte Adolphe Samyn qui suit le dessin de Ferdinand-Joseph De Rons, sauf le nombre de niveaux,.
En 2011-2012, la maison et ses voisines font l'objet de travaux de restauration, durant lesquels leurs façades sont masquées par des bâches peintes reproduisant leurs façades.
La « Maison de l'Ange » abrite actuellement un magasin de dentelle.

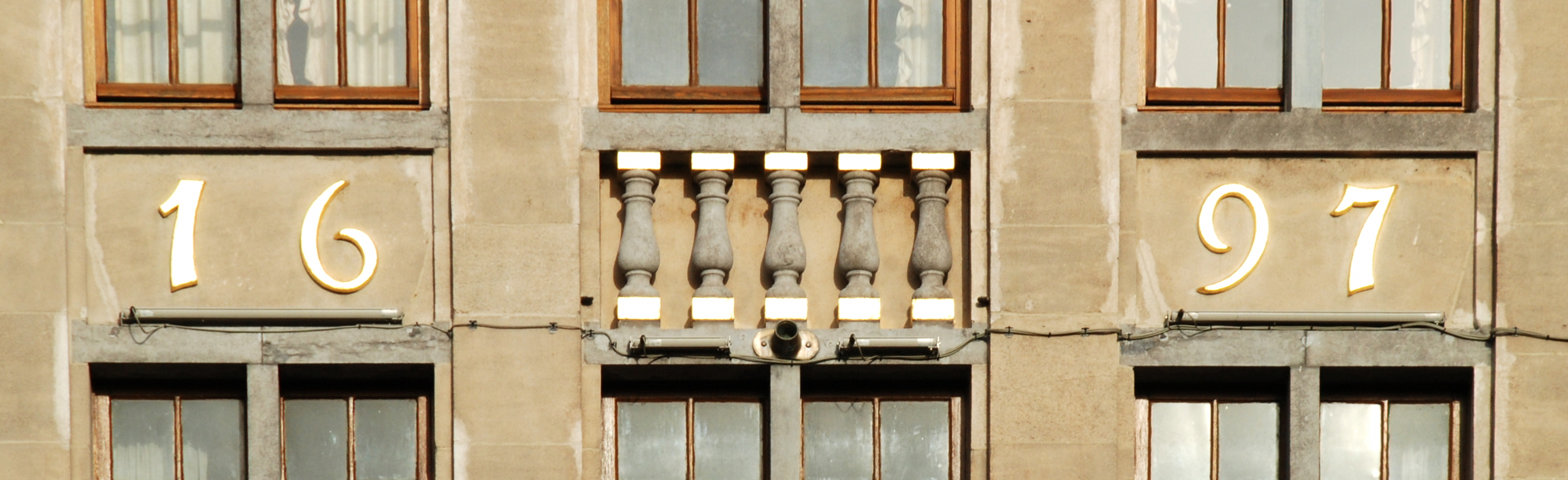
Millésime « 1697 ».

## Classement
Les façades et les toitures de toutes les maisons qui bordent la Grand-Place font l'objet d'un classement au titre des monuments historiques en tant qu'ensemble depuis le 19 avril 1977 sous la référence globale 2043-0065/0.
Le classement a été étendu à d'autres parties du bâtiment le 7 novembre 2002, sous la référence 2043-0065/023.

## Architecture

### Façade
La « Maison de l'Ange » s'inscrit dans un alignement de maisons qui occupe une partie du côté nord-est de la Grand-Place, entre la rue de la Colline et la rue des Harengs, et comprend Le Marchand d'or, Le Pigeon, La Chaloupe d'or, L'Ange, Joseph et Anne et Le Cerf.
Édifiée en pierre de taille, elle présente une façade plus étroite que les deux façades voisines, La Chaloupe d'or et la « Maison de Joseph et Anne », composée de trois travées et de quatre niveaux plus un étage intermédiaire (entresol).

Le Marchand d'or, Le Pigeon, La Chaloupe d'or, L'Ange, Joseph et Anne, Le Cerf
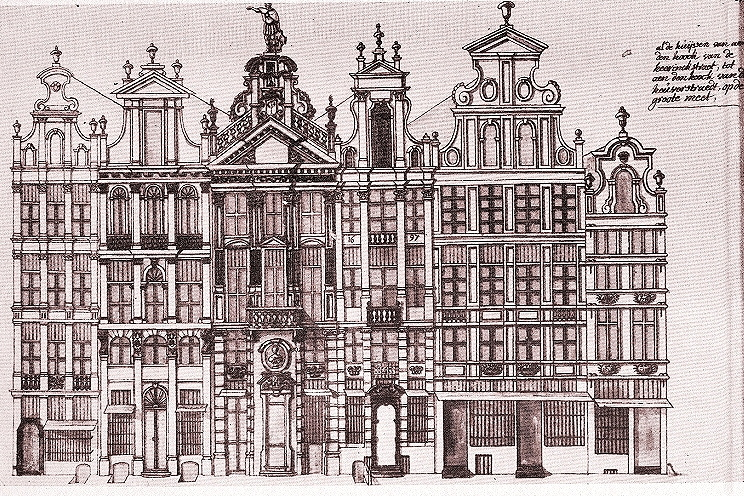
Les maisons sur un dessin de Ferdinand-Joseph Derons (1749) conservé au Musée de la ville de Bruxelles.
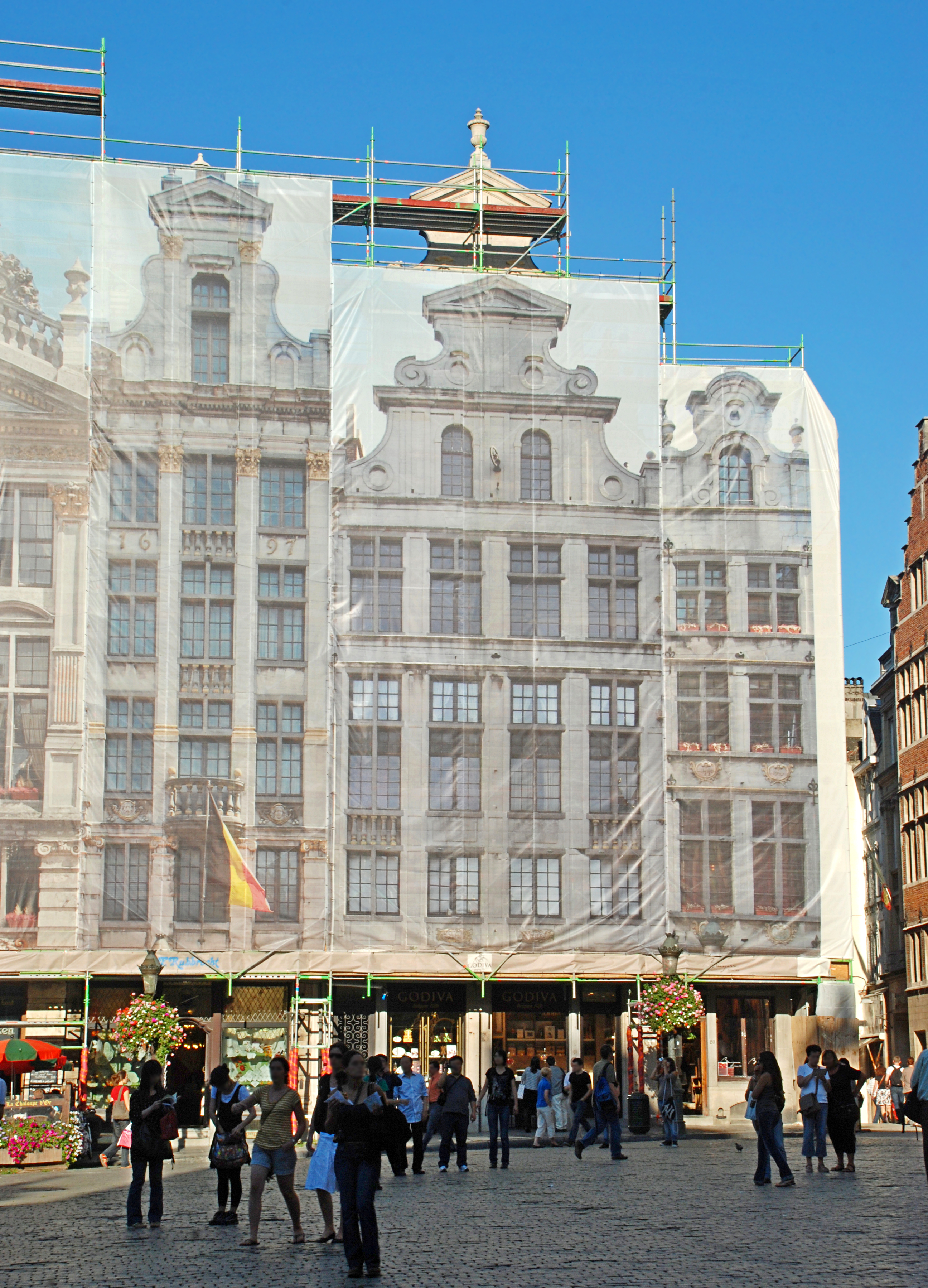
Les bâches lors des travaux de restauration en 2011-2012.
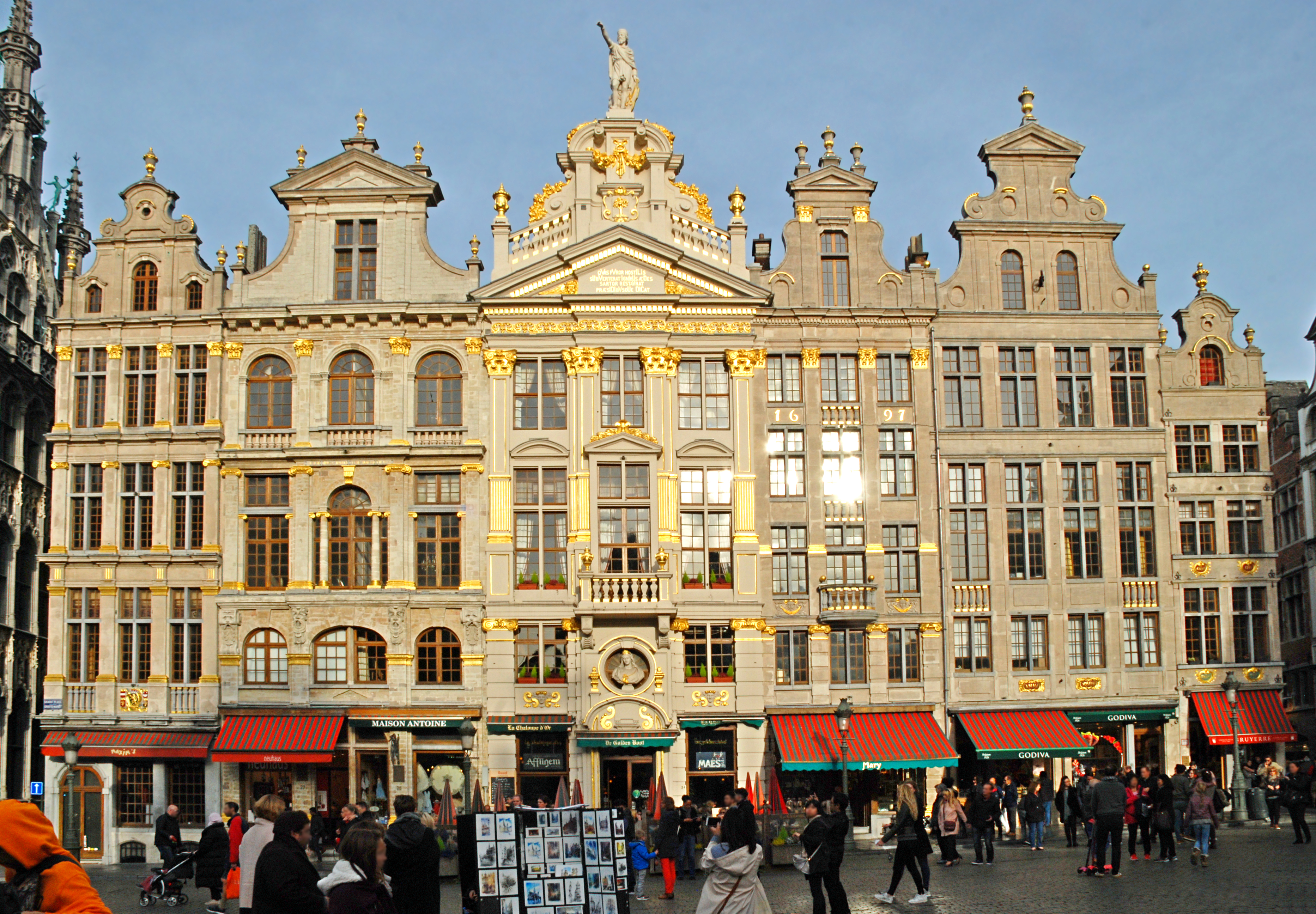
Les maisons en 2017, après la restauration de 2012.

### Étages
Le premier étage est orné de pilastres surmontés de chapiteaux ioniques dorés.
Le deuxième étage est percé de fenêtres à croisée de pierre. Les allèges des fenêtres latérales, ornées de bas-reliefs représentant un visage d'homme et un visage de femme entourés de rinceaux de feuilles d'acanthe, encadrent un balcon sommé de deux boules dorées.
Des pilastres à chapiteau à feuilles d'acanthe relevant de l'ordre colossal s'étendent sur le deuxième, le troisième et le quatrième étages et supportent un entablement orné d'une frise de denticules.

Balcon et mascarons
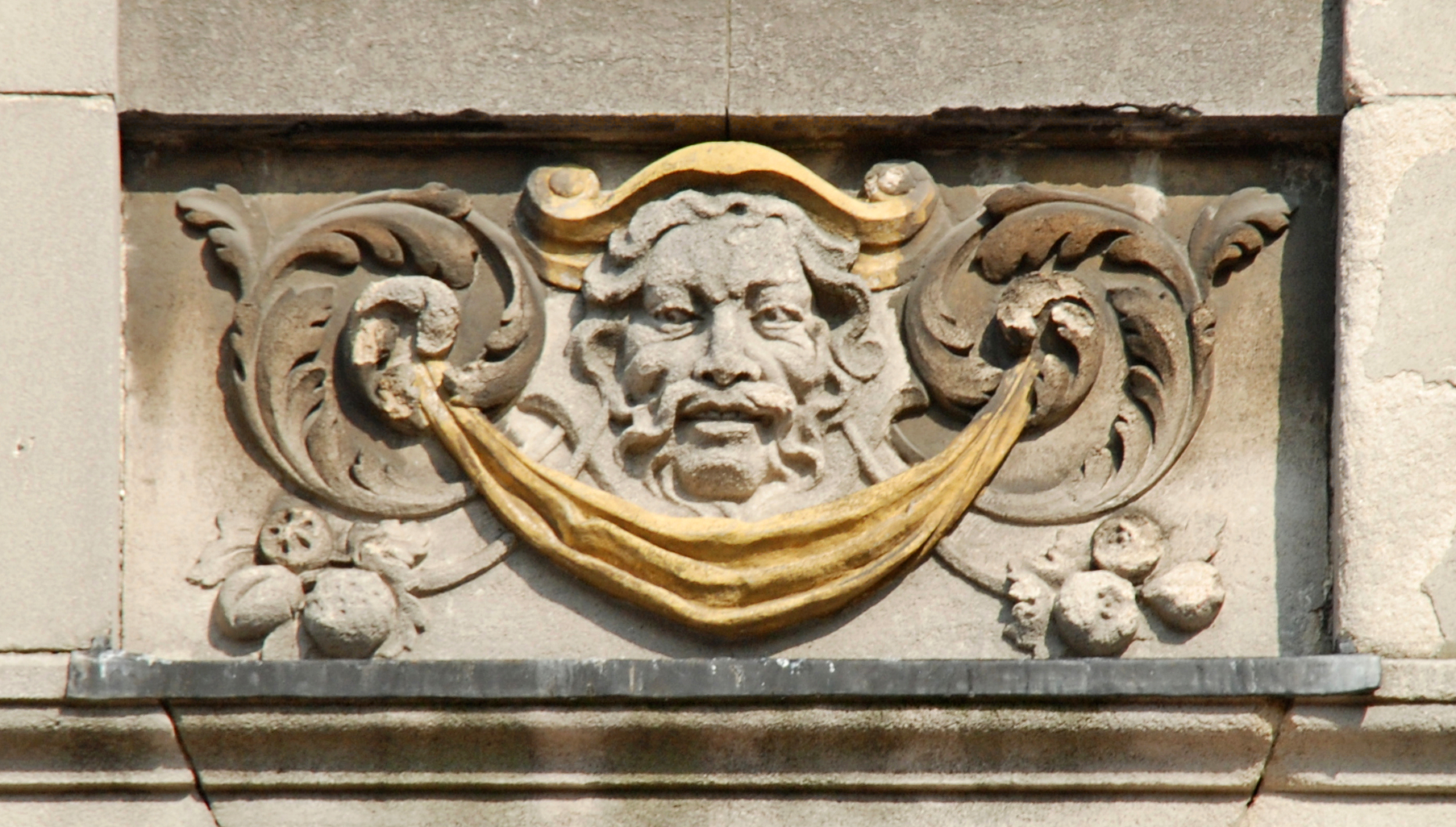
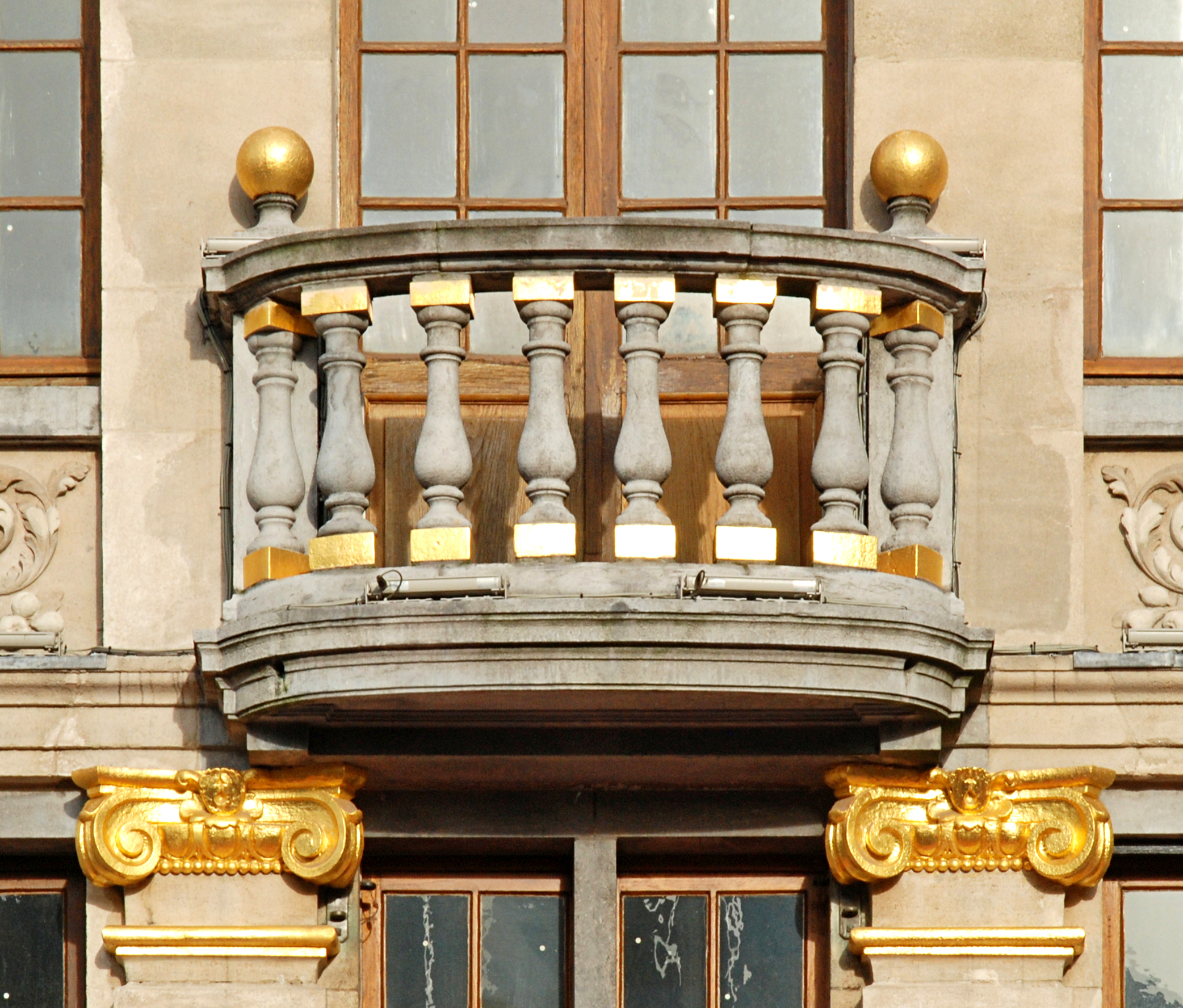
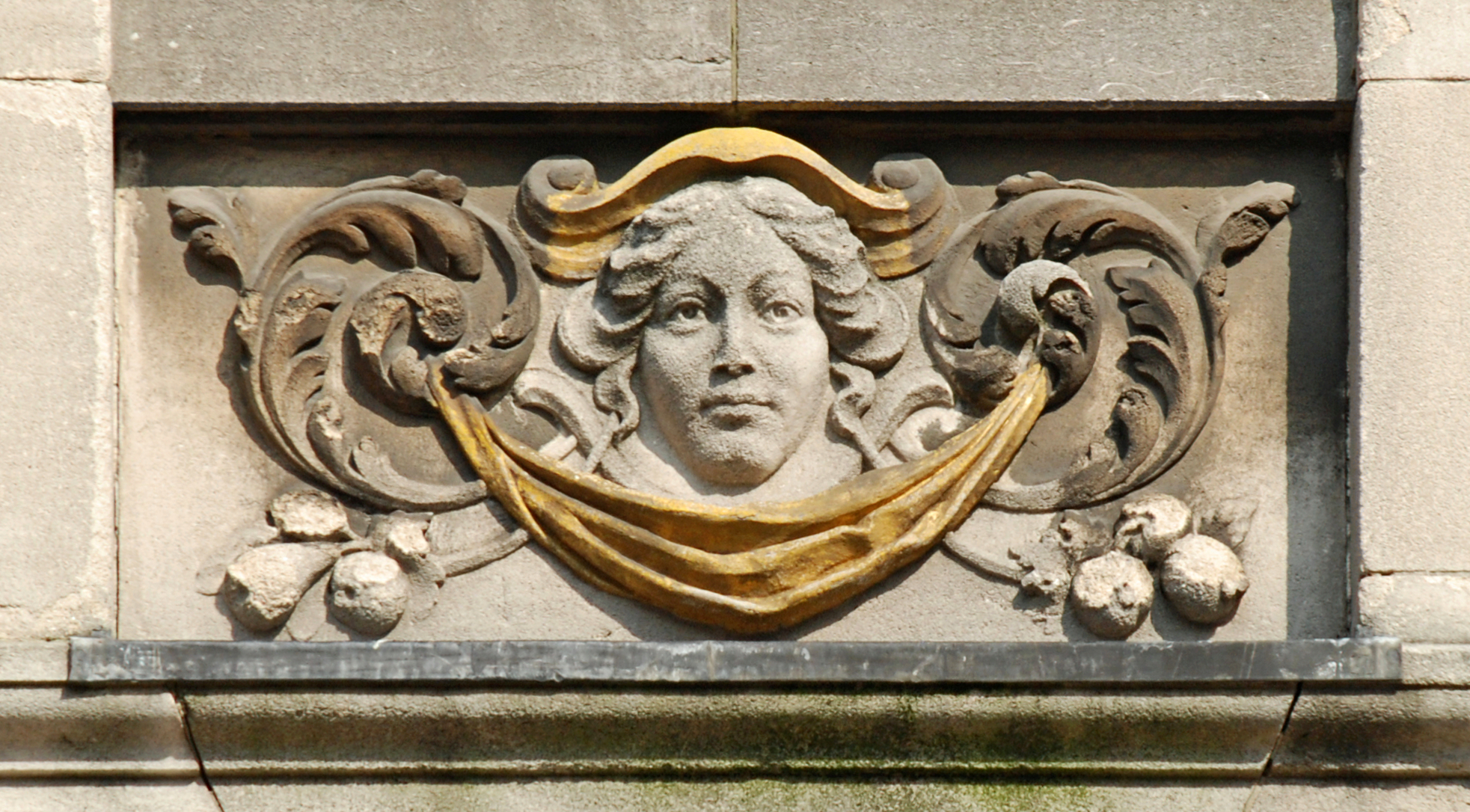

### Pignon
La façade est couronnée par un pignon en profil de cloche assez sobre comportant une grande baie centrale ajourée et deux petites baies latérales aveugles surmontées d'un larmier, ainsi que deux pilastres à feuilles d'acanthe supportant un fronton triangulaire surmonté de trois vases en pierre.

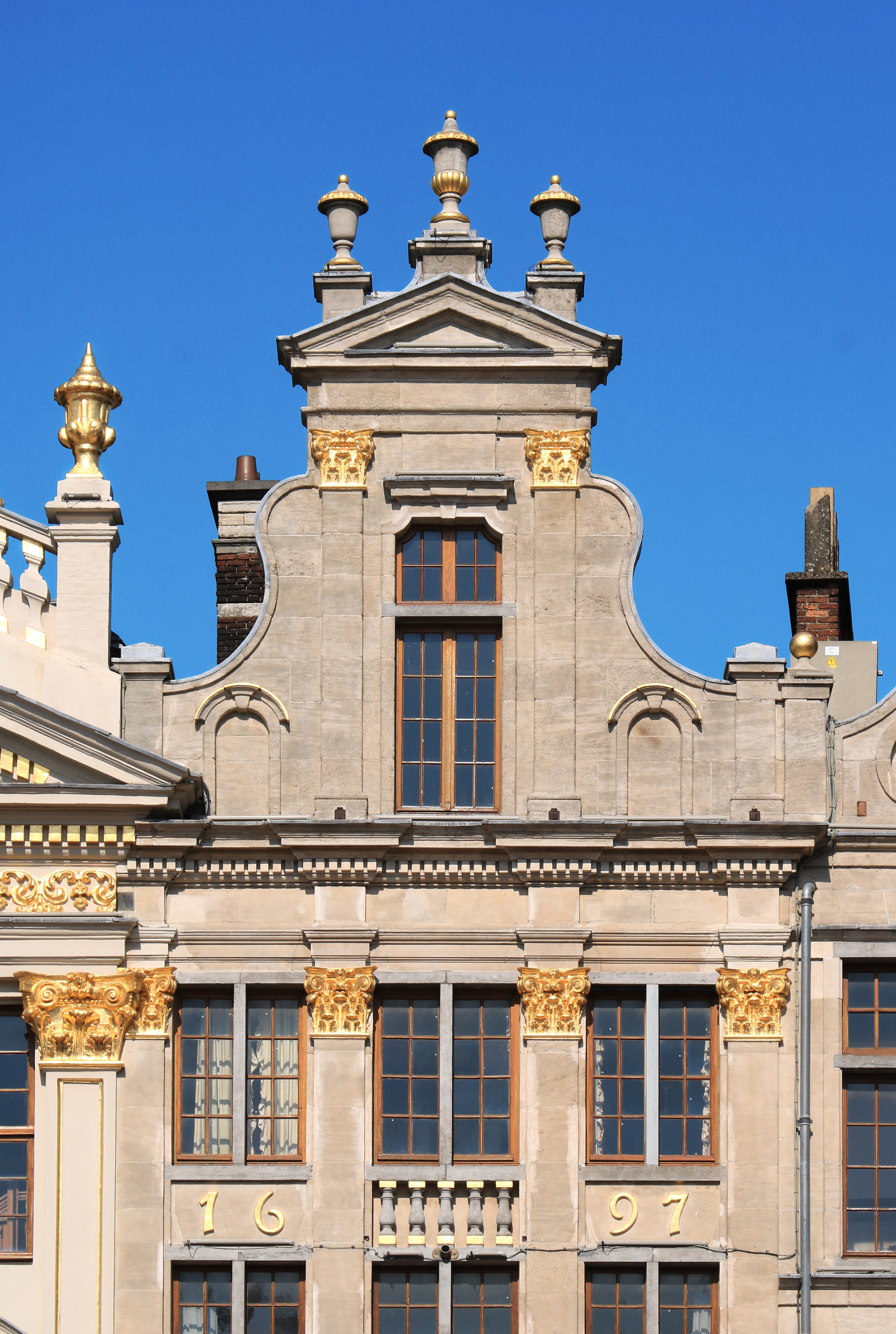
Le dernier étage daté « 1697 » et le pignon.
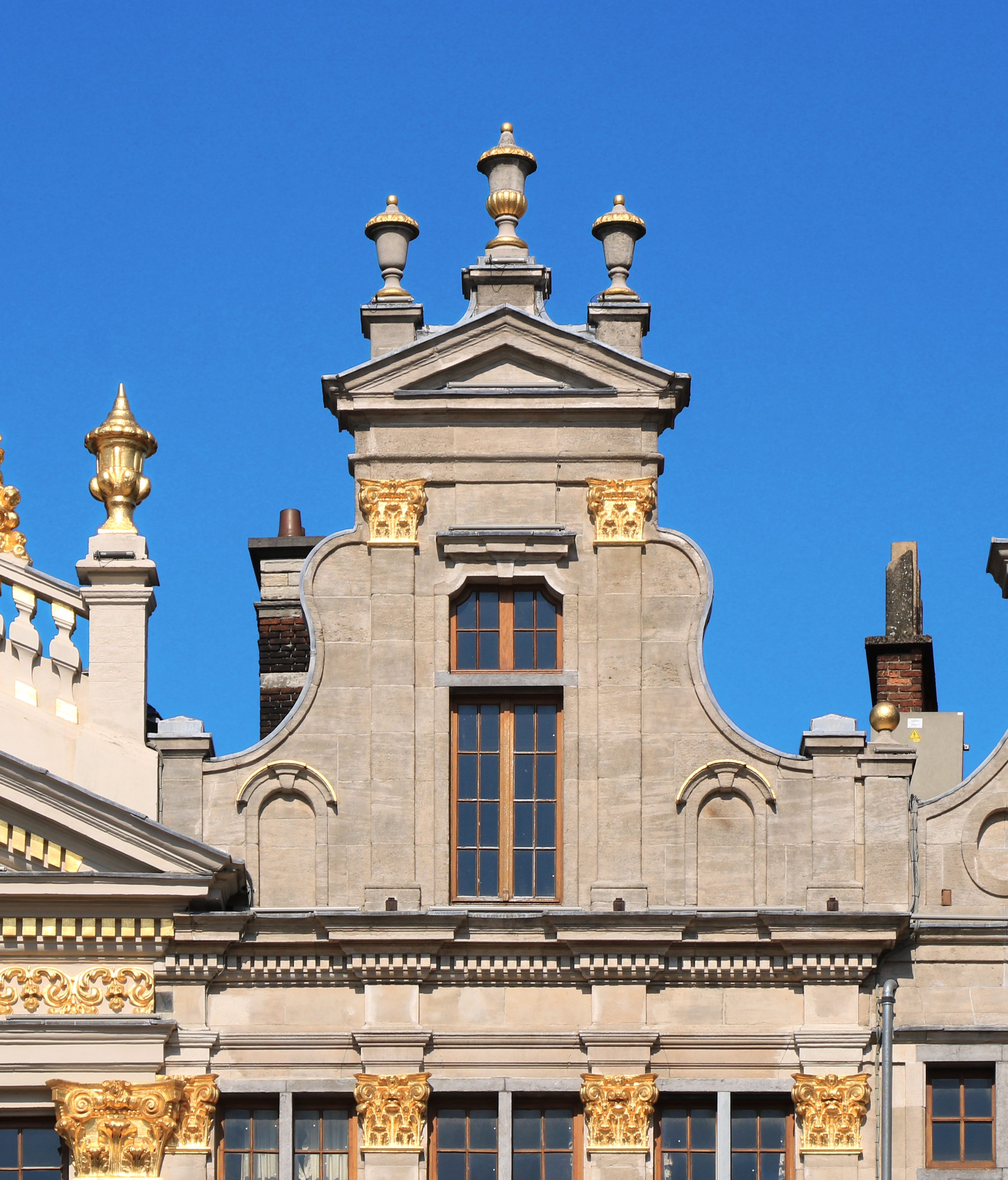
Le pignon surmonté d'un fronton et de vases de pierre.
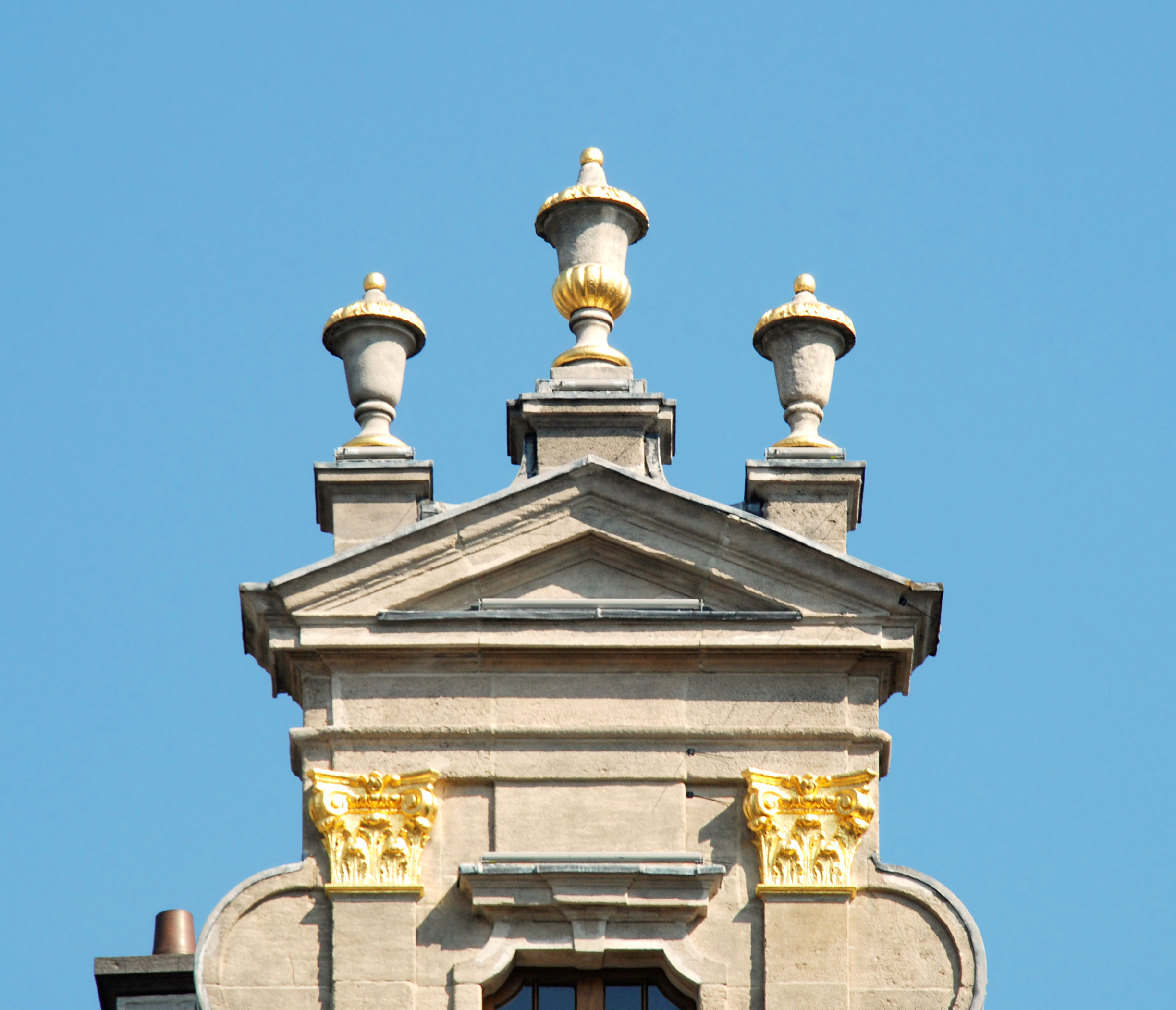
Le fronton.